# San Marco dei Cavoti
San Marco dei Cavoti là một đô thị ở tỉnh Benevento trong vùng Campania. Tại thời điểm ngày 31 tháng 12 năm 2004, đô thị này có dân số 3.768 người và diện tích là 48,8 km².
San Marco dei Cavoti giáp các đô thị: Baselice, Colle Sannita, Foiano di Val Fortore, Molinara, Pago Veiano, Pesco Sannita, Reino, San Giorgio La Molara.